# Heath Robinson
William Heath Robinson, meglio noto come W. Heath Robinson o semplicemente Heath Robinson (Islington, 31 maggio 1872 – 13 settembre 1944), è stato un illustratore e fumettista britannico, noto soprattutto per le vignette in cui rappresentava macchinari eccentrici e improbabili.

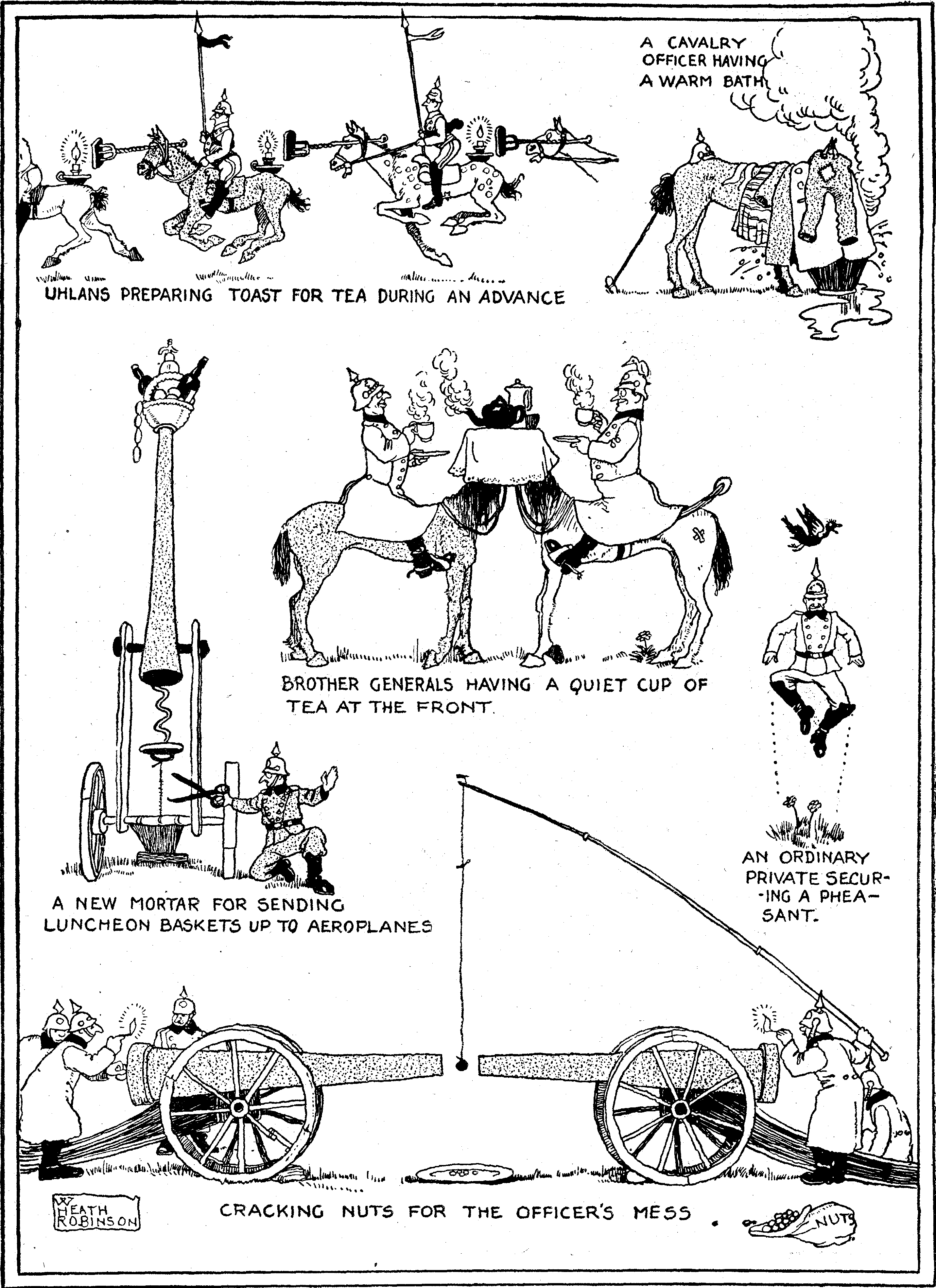
Una vignetta di W. Heath Robinson della Prima guerra mondiale

Nella cultura anglosassone, la sua opera è talmente celebre che l'espressione "Heath Robinson" viene usata idiomaticamente per riferirsi a una macchina assurdamente complessa progettata per ottenere un risultato banale. Una delle macchine realizzate durante la seconda guerra mondiale per decifrare i messaggi in codice tedeschi fu battezzata Heath Robinson in suo onore.

## Biografia

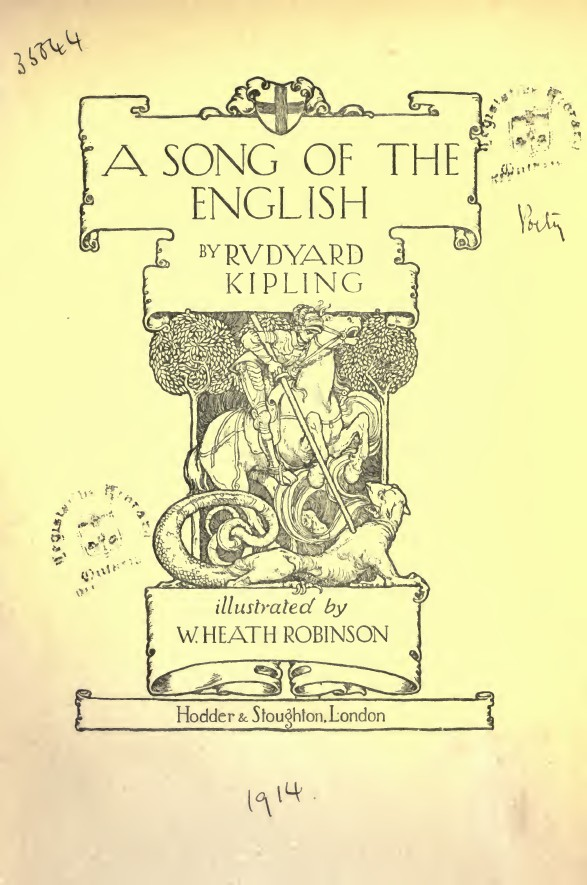
A Song of the English di Rudyard Kipling illustrato da Heath Robinson, 1914

Heath Robinson nacque Islington (Londra) da una famiglia di artisti. Suo padre e i suoi fratelli Thomas Heath Robinson e Charles Robinson erano tutti illustratori. I suoi primi lavori, pubblicati a cavallo fra il XIX e il XX secolo, furono illustrazioni di libri di fiabe e di narrativa di autori come Hans Christian Andersen, William Shakespeare, Charles Kingsley e Walter de la Mare. In seguito scrisse due libri per bambini, The Adventures of Uncle Lubin (1902) e Bill the Minder (1912), occupandosi anche delle illustrazioni; fu proprio in queste opere che iniziò a disegnare macchinari stravaganti. Durante la prima guerra mondiale sviluppò questo tema attraverso numerose vignette in cui venivano rappresentate improbabili armi segrete degli eserciti coinvolti nella guerra; queste vignette furono pubblicate in tre raccolte, Some "Frightful" War Pictures (1915), Hunlikely! (1916) e Flypapers (1919). Dopo la guerra lavorò come illustratore umoristico anche per numerose riviste e campagne pubblicitarie. Nel 1934 raccolse quello che riteneva il meglio della sua produzione nel volume Absurdities.
Una delle più celebri serie di illustrazioni di Robinson fu realizzata per il primo libro della serie del Professor Branestawn (il Professor Capoturbine in Italia) di Norman Hunter.

## I macchinari improbabili
Le macchine rappresentate nella produzione di Robinson sono generalmente manovrate da uomini stilizzati, calvi e con gli occhiali; sono alimentate da macchinari a vapore o termici, e comprendono spesso complessi sistemi di leve e pulegge. L'aspetto umoristico consiste in genere nel fatto che usano metodi estremamente complessi per ottenere risultati banali, come rompere una noce.